# Annie Baobei
Annie Baobei (xinès simplificat: 安妮宝贝 庆山) (Ningbo 1974) escriptora xinesa que va iniciar la seva activitat literària per internet.

## Biografia
Annie Baobei, de nom real Liu Jie (励 婕), va néixer l'11 de juliol de 1974 a Ningbo, província de Zhejiang (Xina).
Sent empleada de la sucursal a Ningbo del Bank of China, va començar a publicar històries a Internet,amb el pseudònim de "Baby Annie", assolint a partir de 1998 un gran èxit entre els lectors joves de la seva edat, gràcies a relats vinculats als problemes dels joves enfrontats al món urbà i els canvis que fan necessari trobar un equilibri amb les noves situacions.
A finals del 1999 va deixar la llar familiar i es va traslladar a Xangai per treballar en una empresa d'Internet i el 2002 va marxar a Pequín per dedicar-se exclusivament a escriure.
El 2000 va publicar la primera col·lecció de contes 告别薇安 (Goodbye,Vivian) que va desencadenà un gran succés, amb la versió impresa amb més de mig milió d'exemplars i una onada de versions pirates .També el 2000 va crear una publicació a Internet on ella i va escriure la secció de moda i el 2005 va entrar a l'Associació d'Escriptors Xinesos.
El 2011 va fer un viatge a Bodhgaya, a l'Índia, i explica que el budisme, com a filosofia i no com a religió, té un paper important en la seva vida.També li interessa la tradició xinesa, i tocar el guqin (cítara).
El 2011 va editar la revista d'art i literatura 大方 "Dafang" que va representar com una petita revolució dins la premsa literària xinesa.
El 2014 va canviar el seu nom pel de Qingshan
El 2016,va encapçalar el rànquing de les 10 celebritats web més populars de la dècada a la Xina, publicat pel cercador xinès Baidu.

## Estil literari
Sobrenomenada "Flower in the Dark", escriu amb un estil trencat, ultra simplificat, que s'ha convertit en característic de la prosa en línia a tot el món. Alguns crítics indiquen que les seves narracions fredes,están clarament influïdes per la prosa de l’autora francesa Marguerite Duras.
Amb el llibre 蔷薇 岛屿 (Illes de Roses) el setembre de 2002, es va obrir a altres formes artístiques i va publicar un llibre que combina vint textos amb fotos preses durant viatges a Xangai, Pequín, Hong Kong, Vietnam i Cambodja.
A l'abril de 2009, va publicar un altre treball original, fruit d'una col·laboració interdisciplinària amb el músic, pianista i compositor Yan Yue (闫 月), i el fotògraf Hansey, il·lustrat amb fotos i acompanyat d'un CD.
El seu relat 七月 和 安生 (Qi yue he Ansheng) ha estat adaptat al cinema (2016) pel director Derek Tsang i també com a sèrie televisiva (2019).

## Obres destacades
- 2000: 告别薇安 (Goodbye,Vivian)

- 2001: 八月 未央 (August is not over yet)
- 2001: The Flower across the Bank
- 2004: 二三事 (Two and Three Matters)
- 2006: 莲花 (Lotus) una història d'amor ambientada al Tibet.
- 2008: Padma
- 2011: Spring Banquet
- 2019: Shamo Valley
- 2021: Col·lecció de preguntes i respostes "Mil preguntes del cor",心的千问 que incloïa mil preguntes i respostes amb els lectors. 的一千个问答[3]